# Louis Vuitton Foundation
Louis Vuitton Foundation (Tiếng Pháp: Fondation d'entreprise Louis-Vuitton), trước đây là Louis Vuitton Foundation for Creation (Fondation Louis-Vuitton pour la création) là bảo tàng nghệ thuật và trung tâm văn hóa của Pháp được tập đoàn LVMH và các công ty con của tập đoàn tài trợ. Viện được điều hành như một thực thể phi lợi nhuận riêng biệt về mặt pháp lý cũng như một phần của hoạt động quảng bá nghệ thuật và văn hóa của LVMH. Bảo tàng nghệ thuật mở cửa vào ngày 20 tháng 10 năm 2014 với sự tham dự của Tổng thống François Hollande. Tòa nhà Deconstructivist được thiết kế bởi kiến trúc sư người Mỹ Frank Gehry, khởi công xây dựng vào năm 2006. Nó tiếp giáp với Jardin d'Acclimatation trong Bois de Boulogne của Quận 16 của Paris, giáp với Neuilly-sur-Seine. Hơn 1,4 triệu người đã đến thăm Louis Vuitton Foundation vào năm 2017.
Chi phí thực tế của bảo tàng được tiết lộ vào năm 2017 là gần gấp tám lần số tiền ban đầu dự kiến là 100 triệu euro. Một báo cáo tháng 11 năm 2018 của Tòa án Kiểm toán chỉ ra rằng từ năm 2007 đến năm 2014, xây dựng tòa nhà là hoạt động chính của Quỹ. Đầu tháng đó, FRICC, một nhóm chống tham nhũng của Pháp, đã đệ đơn lên tòa án ở Paris cáo buộc Quỹ Louis Vuitton phạm gian lận và trốn thuế trong việc xây dựng bảo tàng. Họ tuyên bố chi nhánh phi lợi nhuận của tập đoàn LVMH có thể khấu trừ khoảng 60% chi phí của bảo tàng từ thuế của nó và yêu cầu hoàn thuế đối với một số chi phí khác. Nói chung, FRICC tuyên bố LVMH và Louis Vuitton Foundation đã nhận được gần 603 triệu euro từ chính phủ cho chi phí xây dựng gần 790 triệu euro của bảo tàng. Vào tháng 9 năm 2019, vụ kiện đã bị bác bỏ.

## Lịch sử
Năm 2001, Bernard Arnault, Giám đốc điều hành của LVMH, đã gặp kiến trúc sư Frank Gehry. Ông nói với kiến trúc sư về kế hoạch xây dựng một tòa nhà mới cho Louis Vuitton Foundation for Creation ở rìa Bois de Boulogne. Dự án tòa nhà được trình bày lần đầu tiên vào năm 2006, với chi phí ước tính khoảng 100 triệu euro (127 triệu USD) và dự kiến khai trương cuối năm 2009 hoặc đầu năm 2010. Suzanne Pagé, người sau đó trở thánh là giám đốc của Musée d'Art Moderne de la Ville de Paris, được chỉ định là giám đốc nghệ thuật phụ trách phát triển chương trình của bảo tàng.
Thành phố Paris, chủ sở hữu công viên, đã cấp giấy phép xây dựng vào năm 2007. Năm 2011, hiệp hội bảo vệ Bois de Boulogne đã thắng trong một cuộc đấu tranh tại tòa án, thẩm phán ra phán quyết rằng trung tâm xây dựng quá gần với một con đường nhựa nhỏ được coi là nơi công cộng. Những người phản đối địa điểm cũng phàn nàn rằng một tòa nhà mới sẽ phá vỡ sự yên bình xanh tươi của công viên lịch sử. Thành phố đã kháng cáo quyết định của tòa án. Kiến trúc sư nổi tiếng người Pháp Jean Nouvel đã ủng hộ Gehry khi nói về những người phản đối: "Với những bộ đồ bó sát nhỏ xíu của họ, họ muốn đặt Paris trong trang phục kiểu cách, khá là thảm hại." Cuối cùng, một đạo luật đặc biệt đã được Assemblée Nationale thông qua, Foundation là vì lợi ích quốc gia và là "một tác phẩm nghệ thuật lớn cho toàn thế giới," cho phép tiếp tục xây dựng.
Bảo tàng mở cửa cho công chúng vào tháng 10, với chi phí được báo cáo là 143 triệu đô la. Tuy nhiên, vào tháng 5 năm 2017, Marianne, một tạp chí tin tức của Pháp, tiết lộ rằng chi phí cuối cùng của tòa nhà là 780 triệu euro (gần 900 triệu đô la).
Trước khi khai mạc chính thức, nơi đây là địa điểm trình diễn bộ sưu tập thời trang xuân hè 2015 của Louis Vuitton.